# Te lo leggo negli occhi (brano musicale)
Te lo leggo negli occhi è un brano musicale composto da Sergio Endrigo e Sergio Bardotti, cantato da Dino fu pubblicato la prima volta come 45 giri con la partecipazione dei Cantori Moderni di Alessandroni (cori) e l'orchestra diretta da Ennio Morricone.
La canzone partecipò al Festival delle Rose 1964 classificandosi al terzo posto.

## Ispirazione e contenuto
Endrigo racconta che aveva scritto la musica in un albergo una notte a Napoli, dopo aver partecipato, con Achille Millo e Lilian Terry, ad una trasmissione televisiva dedicata alle canzoni di George Gershwin. Poi Bardotti compose il testo. L'interpretazione di Dino fu molto apprezzata da Endrigo tant'è che non realizzò mai una sua versione. In un'intervista aveva infatti dichiarato:«La versione di Dino era perfetta, cosa avrei potuto aggiungere io a quel brano?».
È una canzone sentimentale che narra di un rapporto che a parole vorrebbe dirsi concluso ma che, invece, si continua ad alimentare con lo sguardo reciproco, che dà ancora prova d'amore sincero.

## Altre versioni
- 1965, Giorgio Gaber
- 1999, Franco Battiato